# 1881 في فرنسا
فيما يلي قوائم الأحداث التي وقعت خلال عام 1881 في فرنسا.

## سياسة

### انتهاء فترة المنصب
- 27 يونيو – جول أرمان دوفور Senator for life (France) [الإنجليزية]‏.
- 25 سبتمبر – جوزيف غارنييه عضو مجلس الشيوخ في الجمهورية الفرنسية الثالثة.

## ظهور
- 1 يناير – ثمانمائة فرسخ على الأمازون رواية من تأليف جول فيرن.

## كتب
من الكتب التي صدرت هذه السنة في فرنسا:
- 1 يناير – ثمانمائة فرسخ على الأمازون من تأليف جول فيرن.

## مواليد

### يناير
- 1 يناير – جين بوزيراند صحفي فرنسي.

### فبراير
- 4 فبراير – فرناند ليجيه رسام فرنسي.

### مارس
- 23 مارس – روجه مارتين دو غار كاتب فرنسي.

### مايو
- 1 مايو – بيير تيلار دي شاردان

### يونيو
- 29 يونيو – لويس تروسيلير درّاج طريق فرنسي.

### أغسطس
- 29 أغسطس – فاليري لاربو كاتب فرنسي.

### سبتمبر
- 21 سبتمبر – إميل جورجيت درّاج طريق فرنسي.
- 25 سبتمبر – فرانسوا بليغرين عالم نبات فرنسي.

### أكتوبر
- 4 أكتوبر – أندريه سالمون شاعر فرنسي.
- 11 أكتوبر – فرانز فوكس فيزيائي ألماني.
- 26 أكتوبر – لويس باستيان

### ديسمبر
- 5 ديسمبر – إرنست بول
- 8 ديسمبر – ألبرت غليزس رسام فرنسي.
- 16 ديسمبر – هنري فيرناند دينتز عسكري فرنسي.

## وفيات

### يناير
- 1 يناير – لوي أوجوست بلانكي (مواليد 1805)
- 19 يناير – أوجوست مارييت (مواليد 1821)

### يونيو
- 8 يونيو – جيلبرت آدم (مواليد 1795)
- 27 يونيو – جول أرمان دوفور (مواليد 1798) سياسي فرنسي.
- 29 يونيو – موريس رينو (مواليد 1834) سياسي فرنسي.

### سبتمبر
- 25 سبتمبر – جوزيف غارنييه (مواليد 1813)